# Bánki Éva
Bánki Éva (Nagykanizsa, 1966–) József Attila-díjas író, irodalomtörténész.

## Életpályája
Budapesten, a Madách Gimnáziumban érettségizett, majd 1991-ben az ELTE magyar-portugál szakán végzett. A diploma után ösztöndíjasként hosszú időt töltött Lisszabonban és Santiago de Compostelában. PhD-dolgozatát – melyet az első trubadúr, Vilmos herceg költészetéről írt – 1996-ban védte meg az ELTE romanisztikai doktoriskolájában. 
Hosszú évekig volt óraadó tanár az ELTE BTK Portugál Tanszékén, emellett középkori világirodalmat, műfordítás-történetet és kreatív írást tanított a Károli Gáspár Református Egyetem Jelenleg egyetemi docens, a Károli világirodalom tanára és a kreatív írás specializáció egyik alapítója és vezetője. Tanítványaival két nagy trubadúrantológiát (Tavaszidő édessége, Udvariatlan szerelem) állított össze. Kutatóként nemcsak a középkorral, hanem kortárs magyar irodalommal, Tar Sándorral, Bodorral és latin-amerikai eszmetörténettel is foglalkozik. 
Egyik alapítója és szerkesztője a Palimpszeszt című elektronikus tudományos folyóiratnak és a tanítványaival működtetett kortárs irodalmi portálnak, az UjNautilusnak. Budapesten él, egy lánygyerek (2008-) anyja.
Szépirodalmi szövegeket 2004 óta publikál. Első regénye, a 2004-ben napvilágot látott Esőváros (Magvető Kiadó) még abban az évben elnyerte elnyerte a Szépirodalmi Figyelő-díjat. Azóta versei, kisprózái számos irodalmi folyóiratban (Kalligram, Mozgó világ, Látó, Tiszatáj, Irodalmi Centrifuga, Alföld, Irodalmi szemle, Helikon, Látó, Holmi, Napút stb.) és antológiában jelentek meg. 2022-től Térey-ösztöndíjas.

## Írói munkássága
Esőváros
"Bánki Éva Esővárosa kitűnő regény, zseniális mű. Úgy tűnik, minden szempontból az: a nyelv tekintetében mindenképpen. Öröm olvasni ezeket a görcsmentes, hajlékonyan – noha férfi a fiktív elbeszélő, s csak öt gimnáziumi osztályt végzett parasztfiúból lett falusi könyvtáros –, nőiesen ívelt mondatokat, körbetapogatni a kecses átmeneteket, amelyek háromszáz könyvoldalon keresztül egyszer sem torpannak meg, nem törik meg a stílusuk és a hangulatuk, ami folyton valami kacér derűt és kedélyességet, de ugyanakkor valami állhatatosan jelen levő feminin szomorúságot hordoz magában, de mindenekelőtt életteljességet, még akkor is, ha a legszörnyűbb események tárulnak fel a mondatok által, mintha a tragédia fogalmi közlése mögött folyton ott ívelne az életigenlés, az elfogadás, a gondoskodás, az ápolás és a vigasztalás női életelve. A ragyogó mondatok e kedélyesség, és nem utolsósorban a hibátlanra csiszoltság mellett egyéb stiláris síkokat is megmozgatnak: valóságtartalmuk mögött hatalmas tömbökben képesek görgetni a realizmust egészen a szürrealisztikus víziókig kitágító varázslatosságot, megérinteni a metafizikumot, csodálatos szövedékben egyesíteni az időben és térben széttartó történéseket, s a nyelv az, ami ebben a műben pergő mesét gyúr történetté, ami odaszögezi az olvasó figyelmét a könyvoldalakra és nem engedi el, csak az utolsó lapot lezáró írásjelnél." Fekete J. József
Az Esőváros egy háromgenerációs, Csallóközből kitelepített parasztcsalád életét dolgozza fel. A regény szlovák fordítása Mesto dažďa címmel 2006-ban jelent meg a Kalligramnál. Több részlet lengyelül is megjelent a Literatura na Świecie felvidéki magyar irodalmat bemutató összeállításában.
Aranyhímzés
A regényről született kritikák (pl. Keresztesi Józsefé, Bedecs Lászlóé) általában az idő és emlékezet, hatalom és igazság egymásba fonódó problematikáját emelik ki. A regény 2011-ben Zlatno vezmo címmel az Ergo kiadó gondozásában bolgárul is megjelent., 2023-ban arab nyelven Egyiptomban Abdallah Al-Naggar tolmácsolásában.
https://bookslibrary.com/read/1690479013
https://www.print.sa/bookstore/i/1007283/%D8%AA%D8%B7%D8%B1%D9%8A%D8%B2-%D8%A7%D9%84%D8%B0%D9%87%D8%A8
Magyar Dekameron (novellafüzér)
A kritikusok egy része, mint Csehy Zoltán az egymásba fonódó intertextusok játékosságát, szerelem, nyelv és politika új szempontú felfogását emelik ki. A novellafüzérből részletek jelentek meg észtül a Maailma nukraim orkester – Valimik ungari novelle c. prózaválogatásban
Fordított idő (regénytrilógia)
Kora középkorban játszódó, fantasy-elemekben bővelkedő, a VIII. századi germán, kelta muzulmán világ határvidékeire kalauzoló történelmi regény. A kritikák egy része női lovagregényként, mozaikszerűen felépített, női fejlődéstörténetként értelmezi. A nőszempontú történelmi regényt (immár befejezettnek tekinthető trilógiát) számos kritikusa, mint például Szigeti Csaba (Bánki Éva történelemfogalmai http://tiszatajonline.hu/?p=117028) és Király László (Az idő hálójában https://web.archive.org/web/20191006212049/http://aszem.info/2018/01/az-ido-halojaban-banki-eva-elsodort-ido/) próbálták a teljes életmű alapján értelmezni.
Telihold Velencében (esszékötet), 
ez a személyes hangú úti beszámoló és kultúrtörténeti kalandozás 2021-ben elnyerte a Szépírók díját. https://litera.hu/hirek/kemeny-istvan-banki-eva-fenyvesi-orsolya-es-karadi-eva-a-szepirok-tarsasaga-uj-dijazottjai.html
Petőfi-vírus: műfaját tekintve ifjúsági regény, de a kritikusok szerint felnőtteknek is megérintő beavatástörténet.
https://www.esolap.hu/authors/569-videki-peter/2798.html
Át (verseskötet) A kritikusok a kötet többrétegűségét emelték ki: „Bibliai, evangéliumi történetek, templombelsők hatása terjeszti ki a fizikai létezés és a mélytudat dimenzióit, minden kozmikussá, átfoghatatlanná válik, az emlékezet pedig a befogadhatatlanság („már több mint húszezer éve létezem”) és elrendezhetetlenség miatt az emberi időben a szemünk láttára omlik össze.”
https://www.es.hu/cikk/2023-03-10/csehy-zoltan/csak-csak-csak.html

## Kötetei
- - Esőváros; Magvető, Budapest, 2004
  - Tavaszidő édessége. Válogatás a középkor nyugat-európai szerelmi költészetéből (főszerk.) Kairosz Kiadó, Budapest, 2004.
  - Aranyhímzés. Egy Gellért-legenda. Magvető, Budapest, 2005
  - Harmonia terrena. "Ha te is velem akarsz élni...". Misztériumjáték Árpád-házi Szent Erzsébetről, Szent Margitról és Jolántáról; Ráday Könyvesház, Budapest, 2007
  - Udvariatlan szerelem. Válogatás a középkor obszcén költészetéből. (főszerk.), Prae.hu Kiadó, Budapest, 2006
  - Magyar Dekameron; Magvető, Budapest, 2007
  - A bűn nyelvét megtanulni. Tanulmányok a kemény krimiről; Napkút, Budapest, 2014
  - Fordított idő. A mély tenger névtelenjei; Jelenkor–Libri, Pécs–Budapest, 2015
  - Elsodort idő. Fordított idő II.; Jelenkor, Budapest, 2017
  - Összetört idő Fordított idő III. Jelenkor, Budapest, 2019
  - Telihold Velencében; Jelenkor, Budapest, 2020
  - Át; Cédrus Művészeti Alapítvány, Budapest, 2022
  - Petőfi-vírus, Kolibri Kiadó, Budapest, 2023

## Díjai
- 2004: Szépirodalmi Figyelő-díj
- (2008): Mikes Kelemen Díj (Mikes Kelemen Irodalmi Társaság, Hollandia)
- 2022: Szépírók-díj
- 2024: József Attila-díj